# Tobagne
Tobagne ou Tobanye est une localité du Cameroun, située dans le département du Mbam-et-Inoubou et la Région du Centre. Elle fait partie de la commune de Bokito et du canton de Lemande. 

## Population
En 1964, la localité comptait 628 habitants, des Lemande.
Lors du recensement de 2005 on y a dénombré 1202 personnes.

## Actions de développement
En 2021,  le Comité de Développement du village Tobagne met en œuvre, dans le cadre de l'initiative Objectif 2030, le projet « Élévage des aulacodes comme alternative au braconnage des espèces animales sauvages dans le village Tobagne ».